# Corvoidea
Die Corvoidea sind eine morphologisch vielfältige Überfamilie von Singvögeln, die etwa 780 Arten in 147 Gattungen und 31 Familien umfasst. Die Gruppe entstand vor etwa 30 Millionen Jahren auf dem proto-papuanischen Archipel im Norden Australiens, von wo aus sich die Abstammungslinien verstreut und alle wichtigen kontinentalen und insularen Landmassen der Welt (mit Ausnahme der Antarktis) kolonisiert haben. Während der frühen 2000er Jahre wurden Phylogenien auf Artniveau für einzelne Familien der Corvoidea erstellt, und in jüngerer Zeit wurden die Beziehungen zwischen den Familien auf der Grundlage phylogenetischer Analysen unter Verwendung von multiplenuklearen Loci aufgelöst. Innerhalb dieser großen und diversen Gruppe sind die verwandtschaftlichen Beziehungen noch nicht hinreichend geklärt. Eine von den besser studierten Kladen beinhaltet die Adaptive Radiation von weitgehend afrikanischen Familien, die 2004 von Joel Cracraft in die eigene Überfamilie Malaconotoidea gestellt wurden. Hierzu zählten der Beerenjäger (Rhagologidae), die Schwalbenstarverwandten (Artamidae), die Flachschnäbel (Machaerirhynchidae), die Vangawürger und Brillenwürger (Vangidae), die Schnäpperwürger (Platysteiridae), die Ioras (Aegithinidae), der Warzenkopf (Pityriasidae) und die Buschwürger (Malaconotidae). Eine andere gut studierte Gruppe, die informell oft als Crown Corvoidea bezeichnet wird, beinhaltet den Blaukappenflöter (Ifritidae), die Monarchen (Monarchidae), den Haubenhäher (Platylophidae), der häufig zu den Rabenvögeln gezählt wird, die Würger (Laniidae), die Rabenvögel (Corvidae), die Neuguineaflöter (Melampittidae), die Schlammnestkrähen (Corcoracidae) und die Paradiesvögel (Paradisaeidae). Außerhalb dieser beiden großen diversen Kladen sind die verwandtschaftlichen Beziehungen weniger deutlich.

## Etymologie
Corvoidea ist eine wissenschaftliche Bezeichnung, die sich aus den Begriffen corv (aus dem lateinischen corvus), was Rabe bedeutet, und -oidea (Neulatein, vom lateinischen -oideus), was ähnlich oder erinnern bedeutet, zusammensetzt. Corvoidea besteht also aus Vögeln, die Raben ähnlich sind oder an Raben erinnern, und kann daher auf Deutsch als Rabenvögel im weiteren Sinne bezeichnet werden.

## Systematik
Folgende Familien gehören der Überfamilie Corvoidea an:
- Maorigrasmücken (Mohouidae)
- Lappenpflugschnabel (Eulacestomatidae)
- Spiegelkleiber (Neosittidae)
- Pirole (Oriolidae)
- Beerenfresser (Paramythiidae)
- Haubendickköpfe (Oreoicidae)
- Drosselflöter (Cinclosomatidae)
- Meisendickkopf (Falcunculidae)
- Dickköpfe (Pachycephalidae)
- Australflöter (Psophodidae)
- Vireos (Vireonidae)
- Raupenfänger (Campephagidae)
- Beerenjäger oder Wellendickkopf (Rhagologidae)
- Schwalbenstarverwandte (Artamidae)
- Flachschnäbel (Machaerirhynchidae)
- Vangawürger (Vangidae) inkl. Brillenwürger (Prionopinae) und Tephrodornithidae
- Afrikaschnäpper (Platysteiridae)
- Ioras (Aegithinidae)
- Warzenkopf (Pityriasidae)
- Buschwürger (Malaconotidae)
- Fächerschwänze (Rhipiduridae)
- Drongos (Dicruridae)
- Blaukappenflöter (Ifritidae)
- Monarchen (Monarchidae)
- Haubenhäher (Platylophidae)
- Eurocephalidae[5]
- Würger (Laniidae)
- Rabenvögel (Corvidae)
- Neuguineaflöter (Melampittidae)
- Schlammnestkrähen (Corcoracidae)
- Paradiesvögel (Paradisaeidae)